# Ariramba-bronzeada
Bico-d'agulha-bronzeado ou ariramba-bronzeada (nome científico: Galbula leucogastra) é uma espécie de ave galbuliforme.
Pode ser encontrada na Bolívia, Colômbia, Brasil, Suriname, Guianas e Venezuela. Os seus habitats naturais são: florestas de terras baixas úmidas tropicais ou subtropicais.